# Мачя стена
Мачя стена (на сръбски: Мачја Стена или Mačja Stena) е село в Сърбия, Топлишки окръг, община Куршумлия. Според Националната статистическа служба на Република Сърбия през 2011 г. селото има 8 жители.

## Демография
Броят на населението в годините 1948 – 2011 е както следва: